# Nerenstetten
Nerenstetten ist eine Gemeinde im Alb-Donau-Kreis in Baden-Württemberg auf der Schwäbischen Alb.

## Geographie
Nerenstetten liegt auf der Mittleren Flächenalb etwa 15 Kilometer nordöstlich von Ulm.
Die Gemeinde grenzt im Norden an Ballendorf, im Osten an Setzingen und Öllingen, im Süden an die Stadt Langenau und im Westen an Börslingen.
Nerenstetten besteht aus zwei Ortsteilen, dem Hauptort Nerenstetten und Wettingen.

## Schutzgebiete
Nerenstetten hat Anteil am Landschaftsschutzgebiet Mittleres Lonetal und am FFH-Gebiet Kuppenalb bei Laichingen und Lonetal.

## Geschichte

### Vom Mittelalter bis zur Mediatisierung
Im Jahr 1343 wurde Nerenstetten erstmals urkundlich erwähnt, der heutige Ortsteil Wettingen bereits um das Jahr 1100. Die beiden Dörfer Nerenstetten und Wettingen gehörten im Mittelalter zur Herrschaft Albeck und wurden von Grafen von Werdenberg im Jahre 1381 an die Reichsstadt Ulm verkauft. Das Kloster Herbrechtingen war ebenfalls in Teilen von Nerenstetten Grundherr, gab diesen Besitz jedoch im Jahre 1607 an Ulm ab. Die Dörfer blieben unter der Herrschaft Ulms, bis durch die Mediatisierung 1803 die Reichsstadt mit ihrem Territorium an das Kurfürstentum Bayern fiel.

### Verwaltungsgeschichte seit dem 19. Jahrhundert
Auf Grund des Grenzvertrags von 1810 gelangten die Dörfer vom Königreich Bayern zum Königreich Württemberg und wurden dem Oberamt Ulm zugeordnet. Während der NS-Zeit in Württemberg wurden sie 1938 dem neuen Landkreis Ulm zugeteilt. Nach dem Zweiten Weltkrieg lag das Gebiet der Gemeinde Nerenstetten in der Amerikanischen Besatzungszone und somit im 1945 gegründeten Land Württemberg-Baden, das 1952 im jetzigen Bundesland Baden-Württemberg aufging. Seit der Gebietsreform von 1973 ist Nerenstetten Teil des Alb-Donau-Kreises.
Die Gemeinde gehört dem Gemeindeverwaltungsverband Langenau an.

### Religion
Der überwiegende Teil der Bevölkerung ist seit der Reformation im 16. Jahrhundert evangelisch. Die Kirchengemeinden Nerenstetten und Wettingen liegen im Kirchenbezirk Ulm der Württembergischen Landeskirche.

## Politik
Gemeinderat

Der Gemeinderat in Nerenstetten hat acht Mitglieder. Er besteht aus den ehrenamtlichen Gemeinderäten und der Bürgermeisterin als Vorsitzende. Die Bürgermeisterin ist im Gemeinderat stimmberechtigt. Bei der Kommunalwahl am 9. Juni 2024 wurde der Gemeinderat durch Mehrheitswahl aus einer Einheitsliste gewählt. Mehrheitswahl findet statt, wenn kein oder nur ein Wahlvorschlag eingereicht wurde. Die Bewerber mit den höchsten Stimmenzahlen sind dann gewählt. Die Wahlbeteiligung betrug 79,7 %.
Bürgermeister

- Vor 2006: Werner Häckel
- Seit 2006: Renate Bobsin

Am 13. April 2014 ist Renate Bobsin mit 96,4 % und am 10. April 2022 mit 89,7 % für eine zweite bzw. dritte Amtszeit wiedergewählt worden.
Wappen

Amtliche Blasonierung des Gemeindewappens: In goldenem Schild eine rote Zinnenmauer, belegt mit einer goldenen Lilie.

## Wirtschaft und Infrastruktur
Das Dorf ist landwirtschaftlich strukturiert. Im Jahr 2003 gab es elf Haupterwerbsbetriebe und etwa zehn Nebenerwerbslandwirte, die zusammen etwa 550 ha Fläche bewirtschafteten.
Kindergarten und Grundschule befinden sich im drei Kilometer entfernten Ballendorf. Sie werden von einem Zweckverband betrieben, dem Nerenstetten und einige ähnlich kleine Nachbargemeinden angehören.